# Ballyhoorisky Point to Fanad Head SAC
Ballyhoorisky Point to Fanad Head SAC este o arie protejată (arie specială de conservare — SAC, sit de importanță comunitară — SCI) din Irlanda întinsă pe o suprafață de 1.226,23 ha, integral pe uscat.

## Localizare
Centrul sitului Ballyhoorisky Point to Fanad Head SAC este situat la coordonatele 55°15′10″N 7°40′48″W / 55.252868°N 7.68013°V.

## Înființare
Situl Ballyhoorisky Point to Fanad Head SAC a fost declarat sit de importanță comunitară în august 1999 pentru a proteja 1 specie de plante și 8 specii de animale. Situl a fost protejat și ca arie specială de conservare în noiembrie 2019.

## Biodiversitate
Situată în ecoregiunea atlantică, aria protejată conține 4 habitate naturale: Vegetație perenă pe țărmurile stâncoase, Faleze cu vegetație de pe coastele atlantice și baltice, Ape stătătoare oligotrofe până la mezotrofe, cu vegetație de Littorelletea uniflorae și/sau de Isoëto-Nanojuncetea, Ape puternic oligomezotrofe cu vegetație bentonică cu Chara spp..
La baza desemnării sitului se află mai multe specii protejate:
- plante (1): Najas flexilis
- păsări (7): Calidris alba, prundaș gulerat mare (Charadrius hiaticula), Clangula hyemalis, șoim călător (Falco peregrinus), Fulmarus glacialis, scoicar (Haematopus ostralegus), Pyrrhocorax pyrrhocorax
- nevertebrate (1): Vertigo angustior

Pe lângă speciile protejate, pe teritoriul sitului au mai fost identificate 3 specii de plante, 1 specie de păsări, 1 specie de amfibieni, 1 specie de mamifere.